# Simfonia núm. 45 (Haydn)
La Simfonia núm. 45 en fa ♯ menor de Joseph Haydn, coneguda com la Simfonia dels adeus, és una simfonia datada l'any 1772 a la partitura autògrafa. Una actuació típica de la simfonia dura uns vint-i-cinc minuts.
Va ser composta per al príncep Esterházy i està orquestrada per a dos oboès, fagot, dues trompes, violins primers i segons, viola, violoncel i contrabaix.
El manuscrit autògraf de la simfonia es conserva a la Biblioteca Nacional Széchényi de Budapest i es va publicar en edicions facsímils el 1959 (Verlag der Ungarischen Akademie der Wissenschaften) i el 2010 (Laaber-Verlag).

## Història
La història de com es va compondre la simfonia va ser explicada per Haydn en la vellesa als seus biògrafs Albert Christoph Dies i Georg August Griesinger.
En aquella època, el mecenes de Haydn, Nicolau I, el príncep Esterházy, residia, juntament amb tots els seus músics i comitè, al seu palau d'estiu favorit a Eszterháza a l'Hongria rural. L'estada allí havia estat més llarga del que s'esperava, i la majoria dels músics s'havien vist obligats a deixar les seves dones a casa a Eisenstadt, a un dia de viatge. Amb ganes de tornar, els músics van demanar ajuda al seu mestre de capella. El diplomàtic Haydn, en comptes de fer una crida directa, va posar la seva petició a la música de la simfonia: durant l'⁣adagio final cada músic deixa de tocar, apaga l'espelma del seu atril i marxa al seu torn, de manera que al final, només queden dos violins silenciats (tocats pel mateix Haydn i el seu concertista, Luigi Tomasini). Esterházy sembla haver entès el missatge: la cort va tornar a Eisenstadt l'endemà de la interpretació.

## La música

### Tonalitat
L'obra és en fa ♯ menor. Segons James Webster, aquesta elecció era inusual; de fet, la Simfonia dels adeus és aparentment l'única simfonia del segle XVIII coneguda mai escrita en aquesta tonalitat.

La simfonia no es podia interpretar sense la compra d'alguns equips especials: el 22 d'octubre de 1772, Haydn va signar una ordre (conservada als arxius meticulosament mantinguts d'Esterházy) per a la fabricació de dues trompes especials de mig to (en alemany: Halbthönige Krummbögen) per a ser utilitzades pels trompistes. Aquests van allargar lleugerament el tub de la trompa, permetent que l'instrument s'utilitzi per tocar en claus un semitò més baix de l'habitual. La trompa de l'època era la trompa natural sense vàlvules, que s'havia d'ajustar amb tubs inserits per tocar en diferents tonalitats. L'ordre de compra de Haydn és part de l'evidència que la simfonia es va completar a la tardor de 1772.
1. Allegro assai, temps de 3/4
2. Adagio en la major, temps de 3/8
3. Menuet e Trio en fa sostingut major: Allegretto, temps de 3/4
4. Finale: Presto, temps de 2/2 – Adagio (Presto en fa sostingut menor, Adagio en la major-fa sostingut major), temps de 3/8

El turbulent primer moviment de l'obra s'obre d'una manera típica del període Sturm und Drang de Haydn, amb arpegis menors descendents en els primers violins contra notes sincopades en els segons violins i acords sostinguts als vents. El moviment es pot explicar estructuralment en termes de forma sonata, però s'allunya del model estàndard de diverses maneres (just abans de la recapitulació, per exemple, s'introdueix un nou material, que podria haver estat utilitzat com a segon tema de l'⁣exposició en una obra més convencional). A més, l'exposició es mou a do ♯ menor, el menor dominant, en lloc del major relatiu més habitual.
Audio playback is not supported in your browser. You can download the audio file.
El segon, lent, moviment en la major i en temps de 3/8 també és en forma sonata. Comença amb una melodia relaxada interpretada per violins amb sordina, que presenta un motiu repetit de tipus "tossint". L'ambient es torna progressivament més seriós i meditatiu amb una alternança entre modes majors i menors, recordant molts passatges similars en l'obra posterior de Schubert. Segueix una sèrie de suspensions dissonants portades a través de la línia del compàs, que Haydn allarga fins a longituds extraordinàries quan el mateix material apareix a la recapitulació. James Webster escolta aquesta música com a programàtica, expressant l'anhel de casa.
El minuet següent és en la tonalitat de fa ♯ major; la seva principal particularitat és que la cadència final de cada secció es fa molt feble (caiguda en el tercer temps), creant una sensació d'incomplet.
L'últim moviment comença com un final característic de Haydn en tempo ràpid i temps de tall, escrit en forma sonata en la tonalitat d'inici de fa ♯ menor. La intensitat rítmica augmenta en un moment determinat mitjançant l'ús del <i>bariolage</i> a l'uníson a la primera part del violí. La música finalment arriba al final de la recapitulació en un passatge que sona molt com si fos el final de la simfonia però que de sobte es trenca en una cadència dominant.
El que segueix és una llarga secció semblant a una coda, en essència un segon moviment lent, que és molt inusual a les simfonies clàssiques i que probablement va sorprendre bastant el príncep. És en aquesta secció de l'últim moviment on els músics deixen de tocar, apaguen les espelmes i marxen al seu torn. Això està escrit en temps de 3/8, modula de la major a fa ♯ major (pivotant entre els dos amb do ♯ menor/major), i inclou un gest escènic que potser no és evident per a un oïdor que escolta una interpretació enregistrada: diversos dels músics tenen petits solos a interpretar, després dels quals apaguen la candela del seu suport de partitures i marxen; altres músics marxen sense solos. L'ordre de sortida és el següent: primer l'oboè i després la trompeta (solos), el fagot (sense solo), el segon oboè i el primer trompeta (solos), el contrabaix (solo), el violoncel (sense solo), els violins de l'orquestra (solos; els primers violins no toquen), la viola (sense solo). A mesura que el nombre d'instruments restants disminueix, el so que emet l'orquestra es torna progressivament més feble. Els primers violins romanen per acabar l'obra. El final és una mena de deliberat anticlímax i generalment s'interpreta a un pianissimo molt suau.

## Recepció
L'obra és probablement una de les simfonies més familiars i interpretades amb freqüència del període primerenc de la carrera de Haydn. El mateix Haydn va citar l'obertura del primer moviment a la seva Simfonia núm. 85, suggerint que sabia que el seu públic el reconeixeria. Per al musicòleg James Webster, l'obra mereix la seva fama no per la seva anècdota afiliada sinó per dret propi com a música superlativa, i li va dedicar un llibre substancial (Webster 1991) analitzant-la amb gran detall i situant-la en el seu context musicològic.